# Okrug Bardejov
Okrug Bardejov (slovački: Okres Bardejov) nalazi se u istočnoj Slovačkoj u  Prešovskom kraju. Na sjeveru okrug graniči s Poljskom. U okrugu živi 75 664 stanovnika, dok je gustoća naseljenosti 80,84 stan/km². Ukupna površina okruga je 935,95 km². Glavni grad okruga Bardejov je istoimeni grad Bardejov s 29 788 stanovnika.

## Stanovništvo
| Godina:     | 1994.  | 2004.   | 2014.   | 2024.   |
| ----------- | ------ | ------- | ------- | ------- |
| Broj ljudi: | 73 638 | 76 455  | 77 830  | 75 664  |
| Razlika:    |        | +3,82 % | +1,79 % | −2,78 % |

| Godina:     | 2023.  | 2024.   |
| ----------- | ------ | ------- |
| Broj ljudi: | 75 547 | 75 664  |
| Razlika:    |        | +0,15 % |

## Gradovi
- Bardejov

## Općine
| - Abrahámovce - Andrejová - Bartošovce - Becherov - Beloveža - Bogliarka - Brezov - Brezovka - Buclovany - Cigeľka - Dubinné - Frička - Fričkovce - Gaboltov - Gerlachov - Hankovce - Harhaj - Hažlín - Hertník - Hervartov - Hrabovec - Hrabské - Hutka - Chmeľová - Janovce - Jedlinka - Kľušov - Kobyly - Kochanovce | - Komárov - Koprivnica - Kožany - Krivé - Kríže - Kružlov - Kučín - Kurima - Kurov - Lascov - Lenartov - Lipová - Livov - Livovská Huta - Lopúchov - Lukavica - Lukov - Malcov - Marhaň - Mikulášová - Mokroluh - Nemcovce - Nižná Polianka - Nižná Voľa - Nižný Tvarožec - Oľšavce - Ondavka - Ortuťová - Osikov | - Petrová - Poliakovce - Porúbka - Raslavice - Regetovka - Rešov - Richvald - Rokytov - Smilno - Snakov - Stebnícka Huta - Stebník - Stuľany - Sveržov - Šarišské Čierne - Šašová - Šiba - Tarnov - Tročany - Vaniškovce - Varadka - Vyšná Polianka - Vyšná Voľa - Vyšný Kručov - Vyšný Tvarožec - Zborov - Zlaté |

### Ostali projekti
|  | Zajednički poslužitelj ima još gradiva o temi Okrug Bardejov |